# Anaphalis flaccida
Anaphalis flaccida là một loài thực vật có hoa trong họ Cúc. Loài này được Ling mô tả khoa học đầu tiên năm 1966.